# フットワーク (宅配便)

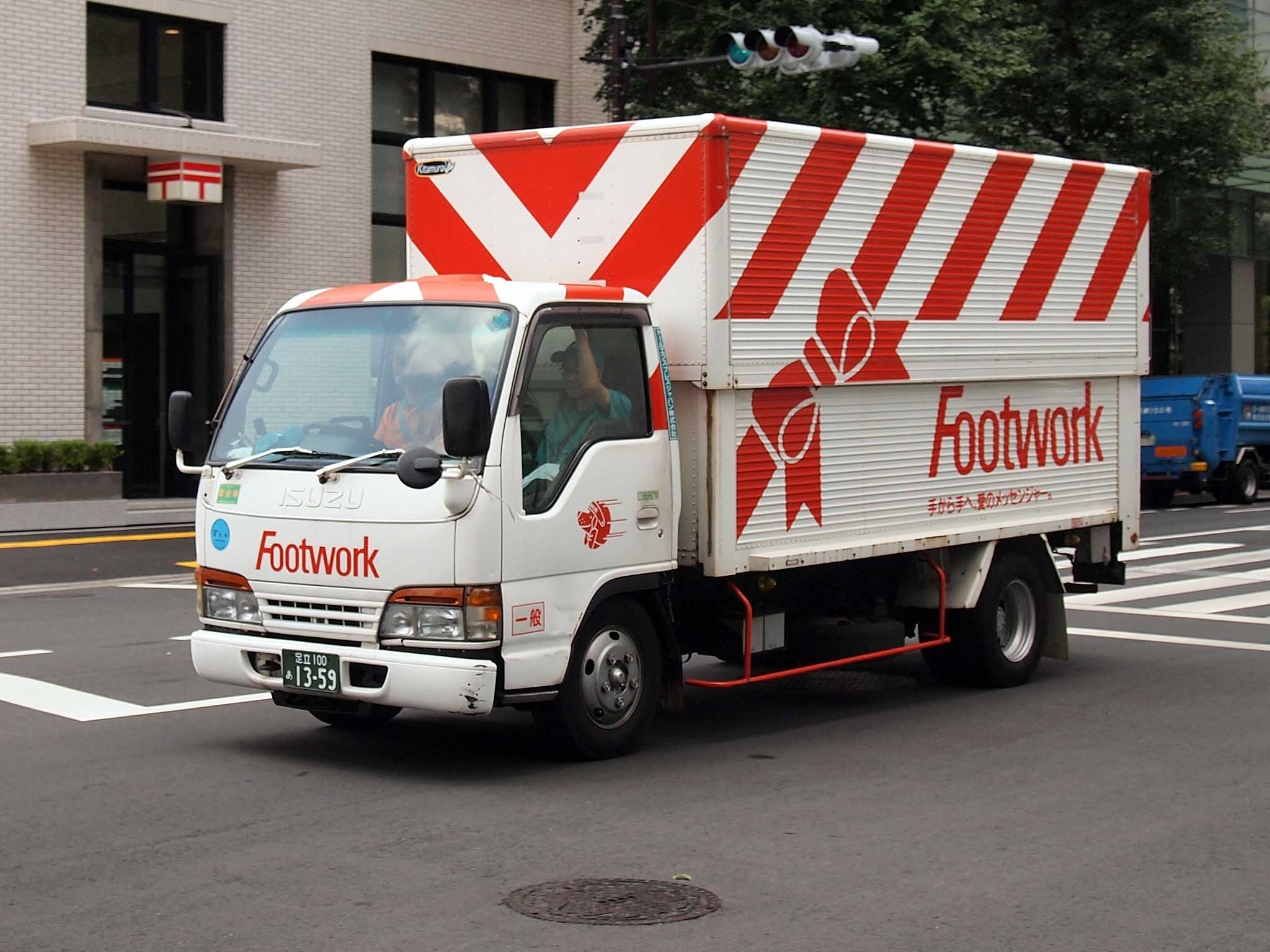
フットワークエクスプレス時代の塗装を纏ういすゞエルフ（トールエクスプレスジャパンへの移行後）

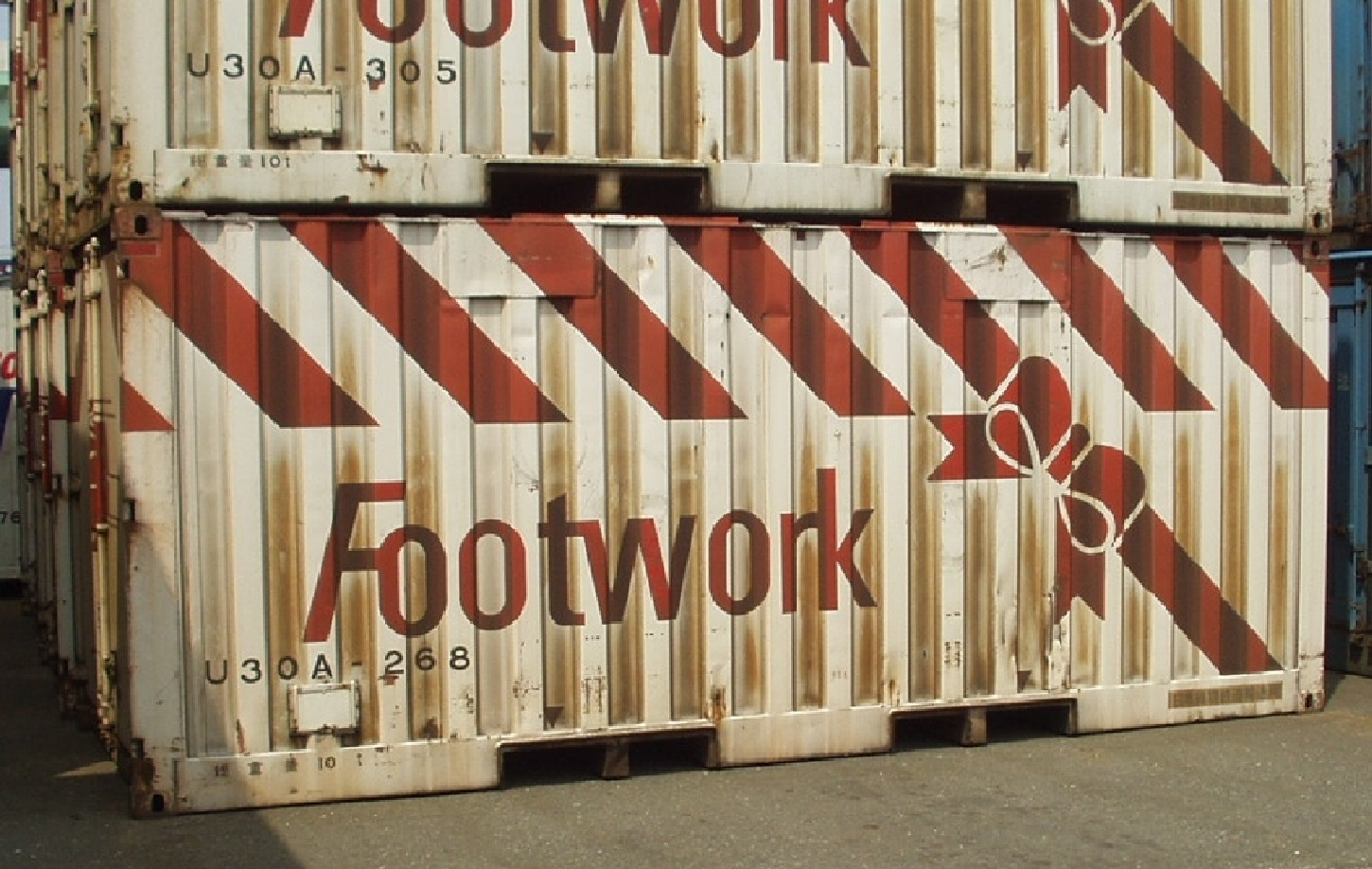
フットワークの鉄道私有コンテナ（U30A-268）

フットワーク（footwork）は、フットワークグループがかつて展開していた宅配便事業である。

## 歴史
かつての小口貨物は郵便小包と鉄道小荷物が独占する状況であり、そこにヤマト運輸の宅急便をはじめとする民間宅配便業者が続々と参入してきていた。しかし1社独力で全国展開するには資金力や法規制の問題が立ちはだかるため、路線トラック大手の日本運送が中心となり、仙台運送、新日本運輸、四国運輸、大栄運輸興業、東海急便、協栄便の合計7社が出資して1981年（昭和56年）2月5日、全日本流通を設立した。全日本流通の展開するフットワークはこの7社の既存集配網をもって「初の完全な全国ネットサービス網」を謳い文句に民間宅配便では初めてとなる全国網を形成した。3月のサービス開始直後から、「赤いダックスフントが白地に赤ストライプの箱を背中に乗せて走り回るテレビCM」を皮切りにテレビや新聞に盛んに広告を出し、宣伝活動に力を入れていたこともあり、参入翌年の1982年（昭和57年）には先発の西武運輸、新潟運輸を抜き日本通運に次ぐ業界3位となった。
1982年（昭和57年）7月には宅配便需要の掘り起こしとして宅配便業界で初めての産地直送サービス「うまいもの便」を開始する。それまで生産者と消費者の間に入っていた市場や問屋、小売店を経ずに直接消費者に届けることで低価格を実現し、人気を博した。全日本流通の北海道支社長は「相場商品なので一概には言えないが、じゃが芋、アスパラで15％から20％、夕張メロンの場合は半額以下まで安くできた」と語っている。当時の夕張メロンは別名「幻のメロン」と呼ばれており、3 - 4日ほどしか日持ちしないことから道内での消費がメインであり、道外では高級果物として一部で取り扱われるのみであった。以前から夕張市農協でも無店舗販売を行ってはいたものの、売り上げは年間3000 - 4000ケースに留まっていた。しかしうまいもの便で販売を開始したところ夕張メロンは初年度3万5千ケースを売り上げ、1985年（昭和60年）度には21万7000個を売り上げた。フットワークでの産直やダイエーでの取り扱いによって夕張メロンは「幻のメロン」から全国ブランドへと成長することとなる。
また初年度に2個詰めを3万3000ケース売り上げ、一番の販売数を誇った新巻サケにさらに付加価値をつけるべく1985年（昭和59年）8月にルイベで食べることのできる鮭の加工工場を襟裳岬に建設し、同年ダイエーの13万匹をはるかに上回る25万4000匹の取り扱いとなった。
このうまいもの便の成功から郵便局のふるさと小包をはじめとして多くの同業他社が産地直送サービスに乗り出すこととなった。
バブル景気の中、同社は海外の物流企業やF1チーム、ゴルフ場やオーストラリアのビジネスホテル、ベルリンの高級ホテルやハワイのレストランなど多くの企業を買収、さらにハワイへのショッピングセンターの建設、斑尾高原のリゾート計画、旧日本運送本社跡へのアパレル複合店の建設など積極的な投資を行ったが、これらの投資はバブル崩壊によって殆どが焦げ付いた。バブル崩壊後も1992年（平成4年）5月に柿右衛門グループを買収、不況の中でも安定した売り上げが見込める宅配弁当事業として「FANDERS」の展開を開始したが、1996年（平成8年）3月に不採算事業として宅配弁当から撤退した。さらに本業の宅配便が同業他社との激しい競争で業績が下落したこともあり経営状態は一気に悪化し、1999年（平成11年）度の宅配便取扱量はヤマト運輸、佐川急便、日本通運、福山通運に次ぐ5位に転落する。
1992年（平成4年）から1999年（平成11年）の間に融資の継続を目的とした粉飾決算を行い延命を図ったものの2000年（平成12年）に主要取引銀行に見破られ、融資が打ち切られることとなる。大橋渡はスポンサー探しに奔走したが、長引く不況の中でスポンサーが見つかることはなく、2001年（平成13年）3月4日にフットワークエクスプレスは1400億円の負債を抱えて経営破綻することとなる。経営破綻後、宅配便事業は縮小し、うまいもの便の一部と配送効率の良い企業間物流のみとなったことで宅配便としてのフットワークはおよそ20年の歴史に幕を閉じた。
うまいもの便はフットワークインターナショナルの事業としてアートグループ傘下となった後も継続していたが、2012年（平成24年）7月から2013年（平成25年）2月の間にホームページから姿を消しているため、同時期に終了したと思われる。

## 沿革
- 1981年（昭和56年）2月5日 - 日本運送を中心とした7社で全日本流通株式会社を設立する[27]。
- 1982年（昭和57年）
  - 2月 - コンビニエンスストアのローソン、サンチェーンと提携[4][28]。
  - 5月 - 産地直送サービス「うまいもの便」を開始[29][8]。
  - 7月 - 荷物追跡システム「ダックスネット」を導入[29]。
  - 11月 - いすゞ自動車と開発した宅配専用車の配備を開始する。この宅配専用車は翌年にハイパックバンとして一般販売された[30][31]。
- 1984年（昭和59年）3月5日 - アート引越センターと相互取り次ぎや保有車両の相互活用[注釈 3]などを目的とした業務提携を結ぶ[32]。
  - お中元期 - 日本酒類販売と提携を結び、同社のギフト商品「信頼の直宅便」の配送を開始する[33]。
  - 9月 - うまいもの便の海外版「うまいもの海外便」のサービスを開始[6]。
- 1985年（昭和60年）4月1日 - 全日本流通が社名をフットワーク株式会社に変更する[34]。
- 1988年（昭和63年）5月 - ローソンが全国の店舗でフットワークの取り次ぎを終了し、ヤマト運輸の宅急便の取り次ぎを開始する[35]。
- 1990年（平成2年） - フットワーク株式会社がフットワークインターナショナル株式会社に社名を変更する。
- 2001年（平成13年）3月4日 - フットワークエクスプレス（旧：日本運送）、フットワークインターナショナルが経営破綻[36]。宅配便事業から撤退[37]。
- 2012年（平成24年）から2013年（平成25年）頃 - フットワークインターナショナルがうまいもの便から撤退[26]。

## グループ会社
多角経営によって多数のグループ会社が存在したため、主なもののみを記載する。

### フットワークインターナショナル
2006年（平成17年）にアートグループ傘下となり、2017年（平成29年）にアートプラスへと社名を変更している。

### フットワークエクスプレス
オリックス主導の再建計画、トール・ホールディングス傘下を経てグループ会社と共にJPロジスティクスとなる。

#### フットワークエクスプレス近畿など7社
フットワークエクスプレスのグループ会社統合にともなって2008年（平成19年）4月1日にフットワークエクスプレス近畿がフットワークエクスプレス東京、東海、兵庫、山陽、九州、四国と合併し、社名を変更し、フットワークロジスティクスとなる。後に親会社と共にJPロジスティクスとなる。

#### フットワークエクスプレス北海道
2003年（平成15年）にフットワークグループより独立し、2009年（平成20年）2月23日に破産した。

#### フットワークエクスプレス関東
2006年（平成17年）4月28日にフットワークエクスプレスより全株式を取得して独立会社となり、2025年現在も名称を変更せず特別積み合わせ業者として存続している。

#### フットワークエクスプレス中部
2010年（平成22年）11月に「勢の國交通」に社名を変更し、貸切バス、タクシー、リムジンなどの運行業者として2025年現在も存続する。

#### フットワークエクスプレス関西
2001年（平成13年）5月に「ロジネクス」に改称。民事再生を経て2025年現在も存続する。

#### フットワークデリバリーサービス
2001年（平成13年）3月30日に軽貨急配（のちにロジクエストに吸収合併）の連結子会社となる。

#### フットワークエアカーゴ
2001年（平成13年）3月ごろに従業員を解雇し、事業から撤退した。

#### フットワークエクスプレスインターナショナル
2001年（平成13年）3月ごろに会社を解散した。

#### フットワークコンテナサービス
2004年（平成15年）破産。

#### フットワーク建設
2001年（平成13年）7月にジェイオー建設に改称し存続していた。しかしガーデンモール木津川の運営会社であるミキシングが建設代金を未払いのまま倒産したことで資金繰りが悪化し、2008年（平成19年）に破綻した。

#### フットワークコンポジット
2001年（平成13年）5月1日にヤシロコンポジットに改称し、2025年現在も存続する。

#### フットワーク出版
1990年（平成2年）に雑誌「食生活」などを出版する中堅出版社の「コア」が買収されてフットワーク出版となった。出版歴やホームページから2006年（平成18年）頃までは存続していたとみられる。

#### フットワークトータルシステム
2001年（平成13年）4月にトータルシステムソリューションに社名を変更した。その後イーウェーヴ、Midoriソリューションズを経てSCSK Minoriソリューションズとなる。

#### フットワークホテルアゼリア
兵庫県加古川市で同社が経営していたホテルアゼリア加古川はCOSCOINNの傘下となったのちに2025年現在は第一ホテルマネジメント傘下となっている。